# Liste der Monuments historiques in Lagord
Die Liste der Monuments historiques in Lagord führt die Monuments historiques in der französischen Gemeinde Lagord auf.

## Liste der Objekte

### Kirche Notre-Dame-de-l’Assomption
| Bezeichnung                      | Beschreibung                                                                          | Standort | Kennzeichnung | Schutzstatus | Datum | Bild |
| -------------------------------- | ------------------------------------------------------------------------------------- | -------- | ------------- | ------------ | ----- | ---- |
| Hochaltar                        | Altar mit Tabernakel; Holz, farbig gefasst und vergoldet, Anfang des 19. Jahrhunderts | (Lage)   | PM17000990    | Inscrit      | 1978  |      |
| Zwei Skulpturen Pot à feu        | Stein, 18. Jahrhundert                                                                | (Lage)   | PM17000991    | Inscrit      | 1978  |      |
| Ensemble des Hochaltars          | umfasst PM17000990 und PM17000994                                                     | (Lage)   | PM17000992    | Inscrit      | 1978  |      |
| Altar                            | Altar mit Tabernakel; Holz und Stuck, farbig gefasst und vergoldet, 18. Jahrhundert   | (Lage)   | PM17000993    | Inscrit      | 1978  |      |
| Zwei Kandelaber                  | Bronze, vergoldet, 18. Jahrhundert                                                    | (Lage)   | PM17000994    | Inscrit      | 1978  |      |
| Relief Jesus und die Samariterin | Eichenholz, 1840                                                                      | (Lage)   | PM17002569    | Inscrit      | 2014  |      |